# Tugelawaterval
De Tugela Falls (Afrikaans: Tugelawaterval) is een 948 meter hoge waterval bij de Tugelarivier bij Mont-aux-Sources, een bergpiek in de Drakensbergen, KwaZoeloe-Natal in Zuid-Afrika. Het is de op een na hoogste waterval in de wereld. De waterval heeft een gemiddelde breedte van vijftien meter met een volume van 1 m3 per seconde, afhankelijk van het seizoen (In de droogteperiode valt er bijna niks uit de waterval). De waterval bestaat uit vijf vallen met de hoogste enkele val van 411 m. De waterval is te voet bereikbaar via een "hike trail".
De hoogste waterval ter wereld met 979 meter hoogte is de Ángelwaterval in Venezuela.